# Svenska Vietnamkommittén
Svenska Vietnamkommittén var en förening som särskilt ägnade sig åt Vietnam.
Föreningen bildades 1965 med syfte att ena olika grupper som arbetade för fred i Vietnam. Föreningen fick vid början ett 60-tal medlemmar samt en interimsstyrelse med Stiv Jakobsson, socialdemokrat och ordförande i Svenska Världsfredsmissionen, som ordförande. Bland övriga medlemmar märktes flera som varit aktiva i kampen mot kärnvapen, exempelvis Bertil Svahnström, Göte Jakobsson och Per Anders Fogelström men även flera namn från kretsarna kring Svenska Fredskommittén.
Redan från starten var inriktningen humanitär och samarbete söktes med Lutherhjälpen, Röda korset och Rädda barnen för att genomföra hjälpaktioner för folket i Vietnam. Parollen var Fred i Vietnam och redan här fanns fröet till motsättningen till den krets som skulle bli ledande inom FNL-rörelsen i Sverige. Genom att hävda att fred var det absolut viktigaste målet kom föreningen i direkt konflikt med aktiva inom Clarté som också engagerat sig i Vietnamkriget. Med det antiimperialistiska perspektiv som dominerade i Clarté uppfattades parollen Fred i Vietnam som ett förräderi mot det vietnamesiska folket eftersom det inte gjorde åtskillnad mellan angripare och angripen. Clartéisterna menade att parollen därmed var ett förtäckt stöd för den amerikanska krigföringen.
Från Vietnamkommitténs sida hävdades att kritikerna genom att ta avstånd från fredstanken endast förlängde kriget och vietnamesernas lidande. Tanken att FNL skulle kunna vinna en militär seger över USA hade "ingen kontakt med verkligheten" framhöll Bertil Svahnström i tidningen "Freden".
Motsättningen gällde inte bara paroller. Vietnamkommittén tog även avstånd från vissa former av protester och menade att bråk och kränkande plakat inte gagnade arbetet. Även inom föreningen fanns skilda synsätt hur man skulle se på FNL-gerillan i Sydvietnam. I september 1965 sprack samarbetet och flera personer lämnade föreningens styrelse för att istället ansluta sig till den arbetsgrupp till stöd för FNL som var under bildande, De förenade FNL-grupperna.
Våren 1966 startade Vietnamkommittén Nationalinsamlingen för Vietnam som fick stöd av alla fem riksdagspartier, många organisationer samt delar av näringslivet. Insamlingen var tänkt att komma både FNL och regeringen i Sydvietnam till del, vilket kritiserades av den framväxande FNL-rörelsen som startade en egen insamling.
Svenska Vietnamkommitténs interna problem fortsatte och en ordinarie styrelse kunde väljas först i februari 1966. I juni 1966 rapporterade pressen att försök pågick att reorganisera och bredda kommittén och att Per Anders Fogelström tillfälligt övertagit ordförandeskapet. Verksamheten tycks dock ganska snart ha avstannat varefter kommittén endast levde kvar till namnet.